# Выборы в Европейский парламент в Нидерландах (2014)
Выборы в Европейский парламент в Нидерландах прошли 22 мая 2014 года. На выборах  избрана делегация от Нидерландов, состоящая из 26 депутатов.
После подписания Лиссабонского договора в декабре 2009 года количество мест Европарламента для Нидерландов было увеличено с 25 до 26.

## Избирательная система
Европейские выборы в Нидерландах проходят по партийным спискам согласно пропорциональному представительству по методу Д’Ондта.
- Христианско-демократический призыв — 713 767 голосов; 15,0 %; 5 мест
- Демократы 66 — 732 145 голосов; 15,4 %; 4 места
- Партия свободы — 630 139 голосов; 13,3 %; 4 места
- Народная партия за свободу и демократию — 567 903 голосов; 12,0 %; 3 места
- Партия труда — 444 388 голосов; 9,4 %; 3 мест
- Социалистическая партия — 455 505	голосов; 9,6 %; 2 места
- Зелёные левые — 329 906 голосов; 6,9 %; 2 места
- Христианский союз — 310 540	голосов; 6,8 %; 2 места
- Партия защиты животных — 199 438 голосов; 4,2 %; 1 мест